# Tom Clancy
Thomas Leo Clancy Jr. (n. 12 aprilie 1947 - d. 1 octombrie 2013, Baltimore, SUA) a fost un scriitor american de thrillere, cunoscut pentru povestirile sale detaliate de spionaj și romanele de război în timpul și de după războiul rece.
A lucrat ca agent de asigurări, înainte de a-și începe cariera literară.

## Premii și realizări
- Clancy este unul din cei doi autori care au vândut peste 2 milioane de exemplare ale primei cărți publicate în anii '90. (celălalt autor este John Grisham).  Romanul lui Clancy din 1989 Clear and Present Danger a fost vândut în 1.625.544 exemplare, făcându-l cel mai vândut roman al anilor '80.[5]

## Jocuri video
în 1996, Clancy a co-fondat Red Storm și, de atunci, și-a pus numele în mai multe titluri de jocuri de succes ale acesteia. Mai târziu, Red Storm a fost cumpărată de Ubisoft, ce continuă să folosească numele lui Clancy. Seriile de jocuri includ:
- Red Storm Rising (joc): Un simulator de submarine, bazat pe romanul cu același nume. (1988)
- Tom Clancy's SSN
- seria Rainbow Six: FPS în echipă, bazat pe nuvela cu același nume, luptele au loc în spații urbane.
  - Tom Clancy's Rainbow Six (1998)
  - Tom Clancy's Rainbow Six: Eagle Watch (1999)
  - Tom Clancy's Rainbow Six: Rogue Spear (1999)
  - Tom Clancy's Rainbow Six: Rogue Spear: Urban Operations (2000)
  - Tom Clancy's Rainbow Six: Covert Operations Essentials (2000)
  - Tom Clancy's Rainbow Six: Rogue Spear: Black Thorn (2001)
  - Tom Clancy's Rainbow Six: Take-Down – Missions in Korea (2001)
  - Tom Clancy's Rainbow Six: Lone Wolf (2002)
  - Tom Clancy's Rainbow Six 3 (2003)
  - Tom Clancy's Rainbow Six 3: Raven Shield (2003)
  - Tom Clancy's Rainbow Six: Broken Wing (2003)
  - Tom Clancy's Rainbow Six: Urban Crisis (2003)
  - Tom Clancy's Rainbow Six 3: Black Arrow (2004)
  - Tom Clancy's Rainbow Six 3: Athena Sword (2004)
  - Tom Clancy's Rainbow Six 3: Iron Wrath (2005)
  - Tom Clancy's Rainbow Six: Lockdown (2005)
  - Tom Clancy's Rainbow Six: Critical Hour (2006)
  - Tom Clancy's Rainbow Six: Vegas (2006)
  - Tom Clancy's Rainbow Six: Vegas 2 (2008)
  - Tom Clancy's Rainbow Six:Patriots (anulat)
  - Tom Clancy's Rainbow Six: Siege (2015)

- seria Ghost Recon: FPS/third-person shooter. Spre deosebire de seria Rainbow Six, misiunile Ghost Recon sunt plasate în spații largi, în aer liber.
  - Tom Clancy's Ghost Recon (2001)
  - Tom Clancy's Ghost Recon: Desert Siege (2003)
  - Tom Clancy's Ghost Recon: Island Thunder (2003)
  - Tom Clancy's Ghost Recon: Jungle Storm (2004)
  - Tom Clancy's Ghost Recon 2 (2004)
  - Tom Clancy's Ghost Recon 2: Summit Strike (2005)
  - Tom Clancy's Ghost Recon: Advanced Warfighter (2006)
  - Tom Clancy's Ghost Recon Advanced Warfighter 2 (2007)
  - Tom Clancy's Ghost Recon: Future Soldier (2012)

- seria Splinter Cell: jocuri de spionaj.
  - Tom Clancy's Splinter Cell (2002)
  - Tom Clancy's Splinter Cell: Pandora Tomorrow (2004)
  - Tom Clancy's Splinter Cell: Chaos Theory (2005)
  - Tom Clancy's Splinter Cell: Essentials (2006)
  - Tom Clancy's Splinter Cell: Double Agent (2006)
  - Tom Clancy's Splinter Cell: Conviction (2010)
  - Tom Clancy's Splinter Cell: Blacklist (2013)

- seria End War : Povestea are loc într-un presupus al 3-lea război mondial ce are loc în 2020.
  - Tom Clancy's EndWar (2008)

- seria Tom Clancy's H.A.W.X. : Lupte aeriene.
  - Tom Clancy's H.A.W.X. (2009)
  - Tom Clancy's H.A.W.X.2 (2010)

- Tom Clancy's The Division (2016)

## Recenzii literare și critică
- "Something for the Boys" de Christopher Hitchens, The New York Review of Books, 14 noiembrie, 1996.  O recenzie a cărții lui Tom Clancy: Marine: A Guided Tour of a Marine Expeditionary Unit.